# John Murphy Farley
John Murphy Farley, né le 20 avril 1842 à Newton-Hamilton dans le comté d'Armagh en Irlande du Nord et mort le 17 septembre 1918 à Mamaroneck dans l'État de New York aux États-Unis), est un cardinal irlando-américain, archevêque de New York de 1902 à sa mort. 

## Biographie
John Murphy Farley fait ses études en vue du sacerdoce à New York, grâce à la générosité d'un oncle émigré aux États-Unis. Après son ordination le 11 juin 1870, il exerce notamment les fonctions de secrétaire de l'archevêque de New York, le cardinal McCloskey. Il est curé à New York et vicaire-général de New York de 1891 à 1902.
Le pape Léon XIII le nomme évêque titulaire de Zeugma-en-Syrie (de) et évêque auxiliaire de New York, le 18 novembre 1895. À la mort de Mgr Corrigan, il devient archevêque de New York, le 15 septembre 1902. 
Le pape Pie X le crée cardinal au consistoire du 27 novembre 1911.